# Milla Jovovich
Milla Jovovich (izg. ˈjoʊvəvɪtʃ; rojena Milica Jovović, rusko Милица Йовович, srbsko Милица Јововић), ameriška filmska in televizijska igralka, fotomodelka, glasbenica, producentka ter modna oblikovalka, * 17. december 1975, Kijev, Ukrajinska SSR, Sovjetska zveza.
V svoji karieri je Milla Jovovich zaigrala v najrazličnejših znanstvenofantastičnih in akcijskih filmih, zato jo je kanal VH1 označil za »aktualno kraljico pretepov«. S svojo kariero fotomodela je pričela, ko je Gene Lemuel podjetje Herb Ritts prepričal v to, da so eno izmed njenih fotografij objavili na naslovnici revije Lei. Richard Avedon jo je vključil v Revlonove oglase z naslovom »Najbolj nepozabne ženske na svetu«, Milla Jovovich pa se je še naprej pojavljala v reklamah za kozmetiko L'Oréal in modne hiše Banana Republic, Christian Dior, Donna Karan ter Versace. Leta 1988 je posnela svoj igralski prvenec, televizijski film The Night Train to Kathmandu, še istega leta pa se je pojavila v filmu Two Moon Junction. Potem, ko se je pri štirinajstih kot dekle iz Francije pojavila v epizodi »Fair Exchange« televizijske serije Družina za umret in v nekaj manjših filmskih vlogah, je zaslovela s filmom Vrnitev v Plavo laguno (1991). Leta 1993 je zaigrala v filmu Dazed and Confused, nato pa si vzela krajši premor. Na filmsko sceno se je vrnila leta 1997, ko je poleg Brucea Willisa zaigrala v filmu Peti element, nato pa je zaigrala glavno vlogo v filmu Ivana Orleanska (1999). Leta 2002 je zaigrala v prvem od petih filmov, ki jih je navdihnila videoigra Nevidno zlo; sledili so še filmi Nevidno zlo 2 (2004), Nevidno zlo 3 (2007) in Nevidno zlo: Drugi svet (2010), leta 2012 pa bo izdala še zadnji film iz serije, Nevidno zlo 5.
Poleg svoje kariere fotomodela in igralke je Milla Jovovich leta 1994 izdala tudi svoj debitantski glasbeni album, The Divine Comedy. Na svoji uradni spletni strani še vedno objavlja demo posnetke svojih pesmi in sodeluje pri ustvarjanju soundtrackov svojih filmov; načrtuje tudi izid svojega naslednjega glasbenega albuma. Leta 2003 je skupaj s fotomodelom Carmen Hawk ustvarila modno linijo z naslovom Jovovich-Hawk, ki je izšla zgodaj leta 2008. Modno linijo so izdali v več kot petdesetih trgovinah povsod po svetu, tudi v trgovinah Harvey Nichols in Fred Segal v Los Angelesu. Milla Jovovich ima tudi lastno produkcijsko podjetje, imenovano, Creature Entertainment.

## Zgodnje življenje in družina
Milla Jovovich se je kot Milica Jovović rodila v Kijevu, Ukrajinska SSR, Sovjetska zveza, kot hči Bogdana Bogdanovića Jovovića (Богдан Богдановић Јововић), srbskega pediatra, in Galine Mihajlovne Loginove (Галина Михайловна Логинова) (poznana tudi kot Galina Jovovich), ruske gledališke igralke. Vzgojena je bila v pravoslavni ruski veri.
Njena družina po očetovi strani je živela v Zlopeku, vasi blizu Peća. Njen pradedek po očetovi strani, Bogić Camić Jovović, je bil praporščak klana Vasojevići in poročnik straže kralja Nikolaja I. Črnogorskega; Millo Jovovich so poimenovali po njegovi ženi, ki ji je bilo ime Milica. Njen dedek po očetovi strani, Bogdan Jovović, je bil poveljnik v Prištini, kasneje pa je vložil veliko denarja v bojna območja v Skopjem in Sarajevu, kjer je na skrivaj utajeval zlato. Ker ni želel pričati proti prijatelju, so ga kaznovali in kasneje poslali v zapor na Golem otoku. Ko se je bal, da ga bodo ponovno aretirali, je zbežal v Albanijo, kasneje pa se je preselil v Kijev. Drugačna različica te zgodbe pravi, da je njen dedek ukradel zlato in zbežal v Kijev. Njen oče se je mu kasneje pridružil v Kijevu, kjer sta skupaj s sestro doštudirala medicino. Leta 2000 je njen dedek, Bogdan Jovović, umrl v Kijevu. Njena mama se je rodila v Tuapseu (danes Rusija), a se je že v zgodnjem otroštvu preselila v Dnipropetrovsk (danes Ukrajina). Njena mama je imela manjše vloge v mnogih filmih, vključno s filmom Vykrutasy.
Leta 1980, ko je bila Milla Jovovich stara pet let, je njena družina iz političnih razlogov zapustila Sovjetsko zvezo in se preselila v London. Čez nekaj časa so se preselili v Sacramento, Kalifornija, in se sedem mesecev kasneje končno ustalili v Los Angelesu; kmalu zatem so se njeni starši ločili.
Leta 1988 se je rodil Marco Jovovich, polbrat Mille Jovovich, sin njenega očeta in neke ženske iz Argentine. Mama Mille Jovovich je družino poskušala preživljati kot igralka, a ker ni našla službe, je za denar pričela čistiti hiše. Oba, njen oče in njena mati, sta bila čistilca hiše režiserja Briana De Palme. Očeta Mille Jovovich so zaprli zaradi nelegalne operacije v zvezi z zdravstvenim zavarovanjem; leta 1994 so mu dosodlili dvajsetletno zaporno kazen, a so ga po petih letih v ameriškem zaporu že izpustili. Milla Jovovich je kasneje povedala: »Zapor mu je koristil. Postal je veliko boljša oseba. Imel je priložnost, da se ustavi in razmisli o svojih dejanjih.«
Milla Jovovich se je takoj po prihodu v Združene države Amerike šolala v najrazličnejših javnih šolah in po komaj treh mesecih pričela tekoče govoriti angleško. V šoli so jo mnogi sošolci dražili, ker se je v Združene države iz Sovjetske zveze priselila v času Hladne vojne: »Klicali so me 'komunistka' in 'ruska vohunka'. Nikoli in nikdar me niso sprejeli medse.« Pri dvanajstih letih je Milla Jovovich opustila šolanje in se osredotočila na svojo kariero fotomodela. Dejala je, da je bila v zgodnjih najstniških letih precej uporniška, saj je eksperimentirala z drogami, sodelovala pri vlamljanju v razne trgovine in goljufala pri uporabi kreditnih kartic. Leta 1994 je prejela ameriško državljanstvo.

## Kariera fotomodela
»Včasih je bilo biti fotomodel zame samo služba. Sedaj pa svojo kariero jemljem bolj resno. Dejstvo je, da bo nekdo neko stvar morda kupil samo zato, ker jo je videl na meni.«

Milla Jovovich o svojem odnosu do svoje kariere fotomodela
Pri devetih letih je Milla Jovovich pričela hoditi na manekenske avdicije. Tam jo je odkril Gene Lemuel, ki je nekaj njenih fotografij kasneje pokazal vodji podjetja Herb Ritts v Los Angelesu. Naslednjega dne je podjetje Herb Ritts njene fotografije objavilo v italijanski reviji Lei. Kmalu zatem je Milla Jovovich podpisala pogodbo z modno agencijo Prima in Richard Avedon jo je najel za snemanje za revijo Mademoiselle. Takrat je bil Richard Avedon vodja kozmetične hiše Revlon in ker je bil nad njo na snemanju navdušen, jo je poleg fotomodelov Alexe Singer in Sandre Zatezalo najel za snemanje Revlonovih oglasov z naslovom »Najbolj nepozabne ženske na svetu«. Leta 1988 je Milla Jovovich podpisala svojo prvo profesionalno manekensko pogodbo. Njeni oglasi so bili takrat zaradi njene mladosti pogosto deležni mnogo ogorčenja s strani občinstva.
Kasneje je Milla Jovovich posnela fotografijo za naslovnico revije The Face, kar je vodilo do pogodbe z revijama Vouge in Cosmopolitan. Od tedaj se je pojavila na še več kot sto naslovnicah, med drugim tudi za revije Seventeen, Glamour, InStyle, Mademoiselle in Harper's Bazaar. Poleg tega se je pojavila v kampanijah za modne hiše Banana Republic, Christian Dior, Donna Karan, Gap, Versace, Calvin Klein, DKNY, Coach, Giorgio Armani in H&M, draguljarno Damiani in kozmetično hišo Revlon. Od leta 1998 dalje je Milla Jovovich »mednarodna govornica in fotomodel« kozmetike L'Oréal. Bret Easton Ellis jo je omenil v svojem romanu Glamorama, satiri, ki govori o obsedenosti javnosti s slavnimi in lepoto.
Leta 2002 je Miuccia Prada dejala, da je Milla Jovovich njena muza, v članku revije Harpers & Queen 2003 pa so trdili, da je »najljubši supermodel« Giannija Versacea. Leta 2004 je Milla Jovovich pristala na prvem mestu Forbesovega seznama »najbogatejših supermodelov na svetu«, saj naj bi s svojim delom fotomodela tistega leta zaslužila 10,5 milijonov $. Leta 2006 jo je španska modna hiša Mango izbrala za svoj novi obraz; še vedno se pojavlja v njihovih oglasih, posnela pa je tudi nekaj oglasov za podjetje Etro. Sama je dejala, da »kariera fotomodela zame nikoli ni bila prioriteta« in da je lahko zaradi tega lahko »veliko bolj izbirčna pri izbiri svojih projektov«.

## Igralska kariera

### Zgodnja dela (1985–1993)
Milla Jovovich pravi, da jo je njena mama »vzgajala za filmsko zvezdnico« in leta 1985 jo je vpisala v kalifornijsko igralsko šolo.
Leta 1988 je Milla Jovovich posnela svoj igralski prvenec; zaigrala je Lily McLeod v televizijskem filmu The Night Train to Kathmandu. Kasneje tistega leta je izdala svoj debitantski film, in sicer romantični triler z naslovom Two Moon Junction, v katerem je imela manjšo vlogo Samanthe Delongpre. Potem, ko je zaigrala v televizijskih serijah, kot so Paradise (1988), Družina za umret (1989) in Parker Lewis Can't Lose (1990), je Milla Jovovich dobila glavno vlogo Lilli Hargrave v filmu Vrnitev v Plavo laguno (1991). V nadaljevanju filma Plava laguna (1980) je zaigrala ob Brianu Krauseu. Zaradi filma so Millo Jovovich pričeli primerjati z igralko in fotomodelom Brooke Shields, ki je s kariero začela v otroštvu in je zaslovela z izvirnikom; mediji so jo pogosto klicali »slovanska Brooke Shields«. Tako kot Brooke Sheilds je za svojo vlogo v filmu Vrnitev v Plavo laguno posnela nekaj prizorov, v katerih se je pojavila gola, kar je zaradi njene starosti povzročilo precej ogorčenja med občinstvom. Za svojo upodobitev Lilli Hargrave je bila Milla Jovovich leta 1991 nominirana za nagrado Young Artist Award v kategoriji za »najboljšo mlado igralko v filmu« in za zlato malino v kategoriji za »najslabšo novo zvezdo«.
Leta 1992 je Milla Jovovich ob Christianu Slaterju zaigrala v komediji Kuffs. Kasneje tistega leta je v biografskem filmu o Charlieju Chaplinu, Chaplin, zaigrala Mildred Harris. Leta 1993 je zaigrala v kultnem filmu Richarda Linklatra, Dazed and Confused, v katerem je zaigrala Michelle Burroughs, Pickfordovo (zaigral ga je njen takratni fant Shawn Andrews) dekle. Milla Jovovich je film aktivno promovirala, a je bila ob izidu precej razočarana, ko je ugotovila, da so mnogo prizorov, v katerih se je pojavila, izrezali iz filma. Mnogo prizorov, v katerih se pojavi njen lik, so posneli šele zadnji dan snemanja, a sama o tem ni bila obveščena; v filmu je nazadnje izrekla samo eno besedo, in sicer »Ne«, ter zapela pesem »The Alien Song« s svojega albuma The Divine Comedy. Zaradi te izkušnje je postala tako nesamozavestna, da si je za nekaj časa vzela premor od igranja; preselila se je v Evropo in se osredotočila na svojo glasbeno kariero.

### Preboj (1997–2001)
Milla Jovovich se je k igranju vrnila z vlogo v znanstveno-fantastični akciji Luca Bessona, Peti element, v kateri je zaigrala poleg Brucea Willisa in Garyja Oldmana. V filmu je upodobila vesoljko Leeloo. Milla Jovovich je kasneje dejala, da je za film »delala prekleto trdo: nobenih vaj z bandom, nobenih klubov, nobene trave, nič,« saj je želela dobiti vlogo in narediti vtis na Luca Bessona, s katerim sta se kasneje, 14. decembra 1997, tudi poročila, kasneje pa ločila. Za svojo vlogo je sodelovala pri ustvarjanju vesoljskega jezika iz 400 besed, ki se ga je morala tudi naučiti. Na snemanju filma je nosila kostum, ki so ga kasneje poimenovali »povoj ACE« in ki ga je oblikoval Jean-Paul Gaultier. Film Peti element so leta 1997 izbrali za enega izmed otvoritvenih filmov filmskega festivala v Cannesu, po svetu pa je zaslužil več kot 263 milijonov $, kar je trikrat več od 80 milijonov $, ki so jih porabili ob snemanju filma. Film Peti element so kritiki pogosto hvalili zaradi njegovih vizualnih učinkov; filmski kritiki James Berardinelli je, na primer, napisal: »Milla Jovovich me je navdušila, a njen čar ima malo z dobrim igranjem in še manj z dobrim dialogom«. Milla Jovovich je bila nominirana za nagrado Blockbuster Entertainment Awards v kategoriji za »najboljšo žensko novinko« in za nagrado MTV Movie Award v kategoriji za »najboljši pretep«. Leeloo je upodobila tudi v videoigri Peti element, izdelali pa so tudi akcijsko figurico s podobo njenega lika, ki pa zaradi težav z avtorskimi pravicami ni nikoli izšla. V intervjuju leta 2003 je Milla Jovovich dejala, da je bila Leeloo njen najljubši lik, kar jih je kdaj upodobila.
Leta 1998 je Milla Jovovich dobila vlogo v drami Spikea Leeja, He Got Game, kjer je ob Denzelu Washingtonu in Rayju Allenu zaigrala zlorabljeno prostitutko Dakoto Burns. Leta 1999 se je pojavila v videospotu za pesem »If You Can't Say No« Lennyja Kravitza. Istega leta je zaigrala glavno vlogo v filmu Ivana Orleanska, ki ga je zopet režiral Luc Besson. V mnogih dolgih bojnih prizorih je nosila oklep, za vlogo pa si je postrigla svoje prej dolge lase. Filmski kritiki so ji za njen nastop v tem filmu dodelili v glavnem pozitivne ocene, kljub temu pa je bila nominirana za zlato malino v kategoriji za »najslabšo igralko«. Film Ivana Orleanska je bil finančno dokaj uspešen, saj je po svetu zaslužil več kot 66 milijonov $. Leta 2000 je Milla Jovovich zaigrala težavno Eloise v filmu Hotel Milijon dolarjev, ki je temeljil na Bonovi zgodbi o nastanku glasbene skupine U2 in njegovem sodelovanju z Nicholasom Kleinom. V filmu, ki ga je režiral Wim Wenders, je zaigrala poleg Jeremyja Daviesa in Mela Gibsona, za njegov soundtrack pa je tudi sama zapela nekaj pesmi. Nato je zaigrala lastnico bara, Lucio, v vesternu The Claim (2000) in zlobno Katinko v komediji Zoolander (2001).

### Mednarodni uspeh (2002–2006)
Leta 2002 je Milla Jovovich zaigrala v akcijski grozljivki Nevidno zlo, ki je v Združenih državah Amerike izšel 15. marca 2002. V filmu, ki je temeljil na istoimenski videoigri, je upodobila Alice, junakinjo zgodbe, ki se bori z zombiji, ki jih ustvari zlobna korparacija Umbrella Corporation. Milla Jovovich pravi, da je vlogo Alice sprejela zato, ker sta bila z bratom že dolgo oboževalca franšize videoiger: »Zabavala sem se ob tem, ko sem ga opazovala med igranjem, tudi do pet ur sem lahko sedela poleg njega in videoigrico sva igrala po cele dneve.« Milla Jovovich je vse prizore v filmu, za katere navadno najamejo kaskaderje, posnela sama, z izjemo prizora, pri katerem bi morala skočiti iz cementne ploščadi, saj je njen menedžer menil, da je prizor prenevaren; za vlogo se je morala naučiti karateja, kickboksa in še nekaj drugih borilnih veščin. Film je bil komercialno precej uspešen, saj je že v prvem tednu od izida zaslužil več kot 17 milijonov $, kasneje pa je po svetu zaslužil več kot 102 milijonov $, od tega 40 milijonov $ le v Združenih državah Amerike. Kasneje je upodobila manipulativno Erin v filmu Hladnokrvno (2002), Nadine v romantični komediji Ti, bedak (2002) ter punk rock glasbenico Fangoro (»Fanny«) v filmu Dummy (2003) in posodila glas enemu izmed gostovalnih likov v seriji King of the Hill. V filmu Dummy je Milla Jovovich zaigrala poleg z oskarjem nagrajenega Adriena Brodyja, s katerim sta prijateljevala že pred snemanjem. Dejala je, da ji Fangore ni bilo težko zaigrati, saj je bila za razliko od njenih prejšnjih likov precej podobna njej sami.
Leta 2004 je Milla Jovovich ponovno upodobila Alice v nadaljevanju filma Nevidno zlo, Nevidno zlo: Apokalipsa. Za vlogo se je tri mesece po tri ure dnevno učila »borilnih veščin, streljanja, vsega«. Film Nevidno zlo: Apokalipsa je s strani kritikov dobil še bolj negativne ocene kot njegov predhodnik, a komercialno je postal uspešnejši, saj je postal najbolje prodajani film tistega leta. Ob izidu filma je Milla Jovovich izrazila razočaranje nad kritikami, saj je menila, da je režiser Alexander Witt na tem filmu delal zelo trdo. V enem izmed intervjujev, ki jih je opravila tistega leta, je dejala, da je veliko akcije pri tem filmu poskrbelo za komercialen del njene kariere, da bi izpopolnila umetniški del, pa igra v »majhnih neodvisnih filmih, ki po vsej verjetnosti ne bodo nikoli izšli […] To je dobro ravnovesje.« Naslednje leto je zaigrala v trilerju Gorea Vidala, Caligula, kjer je imela vlogo Drusille. Leta 2006 je Milla Jovovich izdala znanstveno-fantastično akcijo z naslovom Ultraviolet, ki je izšel 3. marca. V filmu je zaigrala Violet Song jat Shariff, vlogo, za katero se je morala naučiti veliko točk bojevanja, saj je njen lik obvladal izmišljeno borilno veščino Gun Kata, mešanico analiziranja in uporabe pištol. Film je bil kritično in finančno neuspešen, saj je po svetu zaslužil samo 31 milijonov $. Istega leta je upodobila Kat, maščevalno bivše dekle glavnega lika, dilerja in ilegalnega prodajalca pištol, ki ga je upodobil škotski igralec Angus Macfadyen, v filmu .45.

### Trenutni in prihajajoči projekti (2007 - danes)
Leta 2007 je Milla Jovovich ponovno upodobila Alice v nadaljevanju filmov Nevidno zlo in Nevidno zlo: Apokalipsa, Nevidno zlo 3. Film se je ob izidu predvajal v 2.828 ameriških kinotekah in že v prvem tednu od izida zaslužil 24 milijonov $ ter tako postal najbolje prodajan film tistega tedna. Ob izidu je bil uspešnejši od svojega predhodnika; film Nevidno zlo: Apokalipsa je namreč v prvem tednu od izida zaslužil le 23 milijonov $ kljub temu, da se je predvajal v 3.284 kinotekah, kar je več kot 450 kinotek kot film Nevidno zlo 3. V intervjuju marca 2006 je Milla Jovovich dejala, da še »dolgo« ne bo zaigrala v nobenem akcijskem filmu, saj je želela upodobiti tudi bolj raznolike like v filmih različnih žanrov, kljub temu pa je dodala, da je snemanje naslednjega filma iz filmske franšize Nevidno zlo »realna možnost«.
Leta 2009 je Milla Jovovich ob Kieleu Sanchezu, Timothyju Olyphantu in Steveu Zahnu zaigrala v celovečernem filmu Davida Twohyja, A Perfect Getaway. Triler govori o pred kratkim poročenem paru (Milla Jovovich in Steve Zahn), ki svoje medene tedne preživljata na Havajih. Snemanje filma se je pričelo spomladi leta 2008. Leta 2010 je Milla Jovovich zaigrala Lucetto, ženo arsonista v zaporu (zaigral ga je Edward Norton) v psihološkem trilerju Stone, v katerem je med drugim zaigral tudi Robert De Niro. Snemanje filma se je pričelo maja 2009 in večino prizorov so posneli v popravnem domu v Jacksonu, Michigan. Nato je zaigrala dr. Abigail Tyler v znanstveno-fantastičnem trilerju The Fourth Kind. Naslednjega leta je Milla Jovovich zaigrala v psihološkem trilerju Faces in the Crowd, ki ga je režiral Julien Magnat; v filmu je zaigrala žensko, ki preživi napad serijskega morilca, a ji slednji pusti posledice, in sicer bolezen, imenovano prosopagnozija, zaradi katere ne more prepoznavati obrazov.
Milla Jovovich je Alice ponovno upodobila tudi v četrtem delu franšize Nevidno zlo, filmu Nevidno zlo: Drugi svet, ki ga je režiral njen mož, Paul W. S. Anderson. Film, ki je izšel septembra 2010, je samo v Združenih državah Amerike in Kanadi zaslužil več kot 60 milijonov $, po svetu pa skoraj 300 milijonov $. Filmski kritiki so kljub finančni uspešnosti filmu dodelili v glavnem negativne ocene. Milla Jovovich je poleg Juno Temple, Williama H. Macyja, Mary Steenburgen in Tima McGrawa zaigrala eno izmed glavnih vlog v filmu Dirty Girl, ki se je 12. septembra 2010 premierno predvajal na filmskem festivalu v Torontu. Poleg tega je leta 2011 v filmu svojega moža, Paula W. S. Andersona, Trije mušketirji, zaigrala Milady de Winter.
Milla Jovovich bo zaigrala v grozljivki Bad Luck Davida R. Ellisa, katere scenarij je napisal David Schouw. Zaigrala bo tudi v režiserskem prvencu Famke Janssen, Bringing Up Bobby, v katerem bo poleg nje zaigrala tudi Marcia Cross. Zaigrala bo tudi v ruskem filmu z naslovom Vikrutasi.
Leta 2007 je Milla Jovovich nameravala zaigrati v filmu The Winter Queen; kakorkoli že, tistega leta je zanosila, zato so snemanje filma prestavili. Spomladi leta 2011 sta podjetji Seven Arts in GFM Films oznanili, da bosta pričeli sodelovati na tem, da se film čim prej prične snemati. Dejali so, da bodo film po vsej verjetnosti izdali v prihodnjih letih, režiral pa ga bo Fyodor Bondarchuk.
Alice je ponovno upodobila v petem delu filmske franšize Nevidno zlo, naslovljenem Nevidno zlo: Maščevanje, ki je izšel 14. septembra 2012.

## Glasbena kariera
Milla Jovovich je s svojo glasbeno kariero pričela leta 1988, ko je potem, ko je vodji založbe pokazala svoj demo posnetek, podpisala pogodbo z založbo SBK Records. Avgusta 1990 je dejala, da bo kmalu izdala album, ki bo »neke vrste mešanica med Kate Bush, Sinéad O'Connor, This Mortal Coil in Cocteau Twins«. Potem, ko je založba SBK Records album predstavila kot izključno pop delo, je Milla Jovovich temu nasprotovala, saj naj bi vključeval v glavnem njeno zasebno poezijo in glasbo, ki jo je zaigrala sama. Povedala je še, da je večino pesmi napisala pri petnajstih, z izjemo ukrajinske pesmi »In a Glade«, ki je ni napisala sama in so jo izvedli že prej. Aprila 1994 je izdala svoj prvi album, The Divine Comedy; ime je dobil po istoimenski pesmi Danteja Alighierija. Milla Jovovich je povedala, da je naslov za album izbrala potem, ko je videla skico ruske umetnice Alexis Steele za takrat še nenaslovlen album. Dejala je, da je takrat ugotovila, da skica vsebuje »vse težave, s katerimi sem se borila in o katerih pojem. To JE čudovita komedija«. Album The Divine Comedy je s strani glasbenih kritikov prejel v glavnem pozitivne ocene; pop glasbo z značilnosti ukrajinske narodne glasbe so pogosto primerjali z deli Tori Amos in Kate Bush. John McAlley iz revije Rolling Stone je, na primer, napisal, da je album »čudovit« in »precej zrel in bogat na področju ustvarjalnosti«, vključeval pa naj bi »jezno poezijo, ki je pravzaprav mešanica synth popa, evropske narodne glasbe in sanjskega psihološkega rocka«. Iz Kot edini singl z albuma je izdala pesem z naslovom »Gentleman Who Fell«, za katero je posnela tudi videospot. Originalen videospot je režirala Lisa Bonet, v njem pa je zaigral tudi Harry Dean Stanton, vendar Milla Jovovich s končnim rezultatom ni bila zadovoljna, zato so posneli še eno različico videospota. Druga različica videospota za pesem »Gentleman Who Fell«, ki so jo posvetili kratkemu filmu Maye Deren Meshes of the Afternoon (1943), je nazadnje izšel na MTV-ju. Milla Jovovich je leta 1994 v sklopu promocije albuma nastopila kot spremljevalna glasbenica na ameriških turnejah glasbenih skupin Toad the Wet Sprocket in Crash Test Dummies, pa tudi sama se je pojavila na nekaj manjših samostojnih koncertih. Milli Jovovich je bilo bolj všeč nastopanje na manjših in intimnejših koncertih, zato je tudi zavrnila glasbeni nastop v oddaji Saturday Night Live. Pri delu na svojih glasbenih projektih je Milla Jovovich sodelovala tudi s svojim dolgoletnim prijateljem Chrisom Brennerjem, ki je sodeloval pri pisanju pesmi za njen album The Divine Comedy in koordiniral turnejo, organizirano v sklopu promocije albuma. Chrisa Brennerja je Milla Jovovich spoznala leta 1993 in z njim sodelovala pri svojih glasbenih projektih vse od njunega prvega srečanja. Po izidu albuma The Divine Comedy je Milla Jovovich izrazila zanimanje za izdajo drugega glasbenega albuma; imela je že deset napisanih in posnetih pesmi, album pa je nameravala izdati poleti leta 1996. Kljub temu, da je leta 1998 posnela nekaj pesmi v sodelovanju s podjetjem The People Tree Sessions, do danes še ni izdala svojega drugega albuma.
Maja 1999 je Milla Jovovich skupaj s Chrisom Brennerjem ustanovila eksperimentalno glasbeno skupino, imenovano Plastic Has Memory, za katero je pisala pesmi, pela in igrala električno kitaro. Glasbeno skupino so opisali kot »veliko bolj temačno in težko kot ukrajinska narodnozabavna glasba, kakršno je [Milla Jovovich] ustvarila za svoj prvi glasbeni album« in jo primerjali z grunge in trip hop glasbeno skupino Portishead. Glasbena skupina Plastic Has Memory je nastopila na približno ducatu koncertov v Los Angelesu in New York Cityju, v sklopu katerih so promovirali album, ki so ga nameravali izdati preko založbe Virgin Records, a ga nazadnje niso; na enem od koncertov je bil prisoten tudi Mick Jagger. Čeprav so glasbeno skupino Plastic Has Memory vključili na dobrodelno kompilacijo Hollywood Goes Wild, glasbena skupina, ki danes ne obstaja več, uradno ni nikoli izdala kakšnega skupnega dela.
Milla Jovovich je zapela veliko pesmi, ki so jih kasneje vključili na razne filmske soundtracke, kot sta Hotel za milijon dolarjev (2000) in Dummy (2002), poleg tega pa je sodelovala tudi pri ustvarjanju pesmi za soundtrack za film Podzemlje (2003), ki ga je produciral Danny Lohner, dolgoletni basist glasbene skupine Nine Inch Nails. Njena pesem »The Gentlemen Who Fell« je bila vključena na soundtrack filma Pravila privlačnosti (2002). Leta 2001 je poleg mnogih drugih slavnih hollywoodskih osebnosti zapela lastno različico pesmi »We are Family«, s katero so zbirali denar za Rdeči križ. Poleg tega je zapela spremljevalne vokale za pesem »Former Lover«, izdane preko albuma A Gift of Love II: Oceans of Ecstasy (2002) Deepaka Chopre in albuma Legion of Boom (2004) glasbene skupine The Crystal Method.
Od leta 2003 dalje Milla Jovovich sodeluje z glasbeniki, kot so Maynard James Keenan in iz glasbene skupine Tool in vsi člani glasbene skupine A Perfect Circle, s katerimi je ustanovila glasbeno skupino Puscifer; za katero je zapela spremljevalne vokale za pesem »REV 22:20«, katere remixe so vključili na najrazličnejše soundtracke. Januarja 2009 je glasbena skupina Puscifer izdala novo pesem, naslovljeno »The Mission«. Pesem je glasbena skupina Puscifer 13. februarja 2009 v živo izvedla v Las Vegasu, Nevada. Danny Lohner in Chris Brenner še naprej snemata glasbeno gradivo z Millo Jovovich in v zadnjih letih so skupaj izdali nekaj kritično izredno hvaljenih del.
Milla Jovovich še naprej piše in snema pesmi, ki jih je označila za »demo posnetke« in jih objavlja na lastni spletni strani, preko katere si jih lahko njeni oboževalci zastonj naložijo na MP3. Remixe in pesmi sicer zastonj objavlja na svoji spletni strani, a svojim oboževalcem prepoveduje, da bi jih prodajali.
Preko Twitterja in svoje uradne spletne strani je Milla Jovovich oznanila, da bo izdala novo pesem, naslovljeno »Electric Sky«. Pesem je izšla 18. maja 2012 in bo del še prihajajočega EP-ja. Datuma izida EP-ja Milla Jovovich še ni oznanila. Pesem je Milla Jovovich predstavila na prireditvi Life Ball leta 2012.

## Modno oblikovanje
Milla Jovovich je leta 2003 skupaj s fotomodelom Carmen Hawk izdala modno linijo z naslovom Jovovich-Hawk. 13. septembra 2005 sta skupaj ustanovili trgovino z oblačili iz modne linije v Greenwich Villageu v New York Cityju; tamkaj so se oblačila prodajala še štiri leta. Vse obleke iz linije Jovovich-Hawk sta s Carmen Hawk oblikovali sami v njunem losangeleškem ateljeju, vsa oblačila pa so še danes na voljo v trgovinah Fred Segal v Los Angelesu, Harvey Nichols in več kot petdesetih drugih trgovinah po vsem svetu. Revija Vogue je njuno modno linijo pohvalila zaradi »kultnega statusa mestnega dekleta, ki ga večina modnih oblikovalcev doseže šele po več letih svojega delovanja.«
Novembra 2006 sta Svet ameriških modnih oblikovalcev (Council of Fashion Designers of America - CFDA) in revija US Vogue modno linijo Jovovich-Hawk nominirala za nagrado CFDA/Vogue Fashion Fund Award. Modna linija Jovovich-Hawk nagrade ni bila dobila; nazadnje je bila nagrajena modna linija Doo-Ri Chung.
Leta 2007 sta Milla Jovovich in Carmen Hawk skupaj oblikovali kostum za Alice, lik Mille Jovovich, v filmu Nevidno zlo 3: Izumrtje. Alicine kratke hlače, imenovane 'Alice Star', so del njune pomladne kolekcije. Pozno leta 2007 sta Milla Jovovich in Carmen Hawk podpisali pogodbo za sodelovanje pri oblikovanju Targetove mednarodne kolekcije in tako sledili korakom Luelle, Paula & Joeja ter Proenza Schouler.
Pozno leta 2008 sta se obe, tako Milla Jovovich kot Carmen Hawk, strinjali, da končata z njunih dolgoletnim sodelovanjem, saj je obema primanjkovalo časa za stranske projekte. Milla Jovovich je razložila: »Sem umetnica. Nisem nekdo, ki bi se lahko ukvarjal z ocenami, pošiljkami ali davki.«

## Javna podoba
Millo Jovovich so večkrat pohvalili tako kot igralko kot tudi pevko in fotomodel. Glasbeni kanal VH1 jo je označil za »trenutno kraljico pretepov« zaradi njenih vlog v znanstveno-fantastičnih in akcijskih filmih, Rebecca Flint s spletne strani Allmovie pa je dejala, da čeprav filmska franšiza Nevidno zlo med kritiki ni najbolj cenjena, Milla Jovovich velja za »vrhunsko akcijsko zvezdnico.« Zaradi svojih vlog v akcijskih filmih si je prislužila naziv piflarke, MTV pa jo je označil za »sanjsko dekle vsakega piflarja«.
Leta 2004 je Milla Jovovich zasedla devetinšestdeseto lestvice »najprivlačnejših 100« revije Maxim, leta 2005 dvainosemdeseto, leta 2010 pa enaindvajseto. Revija Maxim jo je označila tudi za enajsto »najprivlačnejšo piflarsko fantazijo«. Leta 2008 je zasedla devetdeseto mesto na seznamu »99 najprivlačnejših žensk« spletne strani Ask Men.com.
Leta 2011 se je Milla Jovovich udeležila in zapela na praznovanju rojstnega dne Mihaila Gorbačova. Igralka je za praznovanje pripravila tudi govor, v katerem se je Gorbačovu zahvalila, ker je njeno družino ponovno združil s sorodniki iz Evrope, saj naj bi bili vsi ob odhodu iz Sovjetske zveze v Združene države Amerike prepričani, da jih ne bodo nikoli več videli.
V letih 1998 in 2012 je bila Milla Jovovich vključena na Pirellijev koledar.

## Zasebno življenje
Milla Jovovich trenutno nekaj prostega časa preživi v Los Angelesu, nekaj pa v New Yorku, kjer živi skupaj s svojim možem, filmskim režiserjem in scenaristom Paulom W. S. Andersonom, s katerim sta se poročila 22. avgusta 2009 2009. Spoznala sta se na snemanju filma Nevidno zlo, v katerem je Milla Jovovich igrala, Paul W. S. Anderson pa ga je režiral in napisal. Zaročila sta se že leta 2003, a sta se pred poroko za kratek čas razšla; nato sta obnovila svoje razmerje. 3. novembra 2007 je Milla Jovovich rodila njunega prvega otroka, hčerko z imenom, Ever Gabo Anderson. Deklica se je rodila v bolnišnici Cedars-Sinai Medical Center v Los Angelesu, Kalifornija, en dan pred predvidenim rokom, 4. novembra.
Preden je Milla Jovovich pričela z razmerjem s Paulom W. S. Andersonom se je Milla Jovovich leta 1992 poročila s svojim soigralcem iz filma Dazed and Confused, Shawnom Andrewsom. Ko sta se poročila, je bil Shawn Andrews star enaindvajset, Milla Jovovich pa šestnajst let; dva meseca kasneje je njena mama vložila zahtevo za razveljavitev zakona. Kmalu po razveljavitvi se je Milla Jovovich skupaj s svojim prijateljem, glasbenikom Chrisom Brennerjem, preselila v Evropo, kjer je spoznala svojega novega fanta, bivšega basista skupine Jamiroquai, Stuarta Zenderja, s katerim sta med majem 1994 in oktobrom 1995 skupaj živela v Londonu. Med letoma 1995 in 1997 je hodila s fotografom Mariom Sorrentijem. Leta 1998 se je v Las Vegasu, Nevada, poročila z režiserjem filma Peti element, Lucom Bessonom, s katerim sta takoj po poroki odšla skakati s padalom; leta 1999 sta se ločila. Med letoma 1998 in 2001 se je spoprijateljila z mladim pesnikom in glasbenikom Annom Birkinom; v tem času naj bi drug drugemu navdihnila več del. Njuna romantična zveza se je pričela tik pred njegovo smrtjo v prometni nesreči leta 2001. Milla Jovovich je leta 2000 sedem mesecev hodila tudi z bivšim kitaristom glasbene skupine Red Hot Chili Peppers, Johnom Fruscianteom.
Leta 2006 je Milla Jovovich povedala, da je že premišljevala o objavi svojih zasebnih dnevnikov v obliki avtobiografije. Shranjuje namreč vse dnevnike, ki jih je napisala že v otroštvu, v katerih je opisovala lokacije, na katere je odpotovala, in »vse nore stvari, ki sem jih naredila«. Dejala je, da bi zvezke rada »spravila v knjižno obliko - kot avtobiografijo« v vzdušju »dnevniških zapisov«. Kakorkoli že, rekla je tudi, da »dvomim, da bi jih kdo sploh želel objaviti, brati ali kaj podobnega.« Kakorkoli že, leta 2010 je zanikala, da je kdaj spregovorila o objavi svojih dnevnikov: »Ne vem, kdo si je to izmislil. Najbrž je nekdo nekomu omenil nekaj o objavi mojih dnevnikov, a ko sem za to slišala sama, sem vsem rekla: 'Niti v sanjah!'«
Poleg tega, da je kadilka, Milla Jovovich javno zagovarja legalizacijo marihuane in se pogosto pojavlja na naslovnici revije High Times. V članku, ki ga je revija objavila leta 1994, je dejala, da je njen edini greh kajenje cigaret in marihuane. Da bi vseeno živela zdravo življenje, redno vadi jogo in pogosto meditira; čeprav ni pripadnica katere koli religije, pogosto moli in v nekem intervjuju se je označila za »zelo duhovno osebo«. Izogiba se hitri hrani in najraje kuha sama. Trenira brazilsko borilno veščino Jiu-Jitsu in občasno še nekaj drugih borilnih veščin. Uživa v pisanju dnevnikov, igranju kitare in pisanju besedil za razne pesmi.
Leta 2005 je Milla Jovovich ustanovila dobrodelno organizacijo za pomoč ukrajinskim prizadetim otrokom. Ob otvoritvi organizacije je povedala: »Sem močno ukrajinsko dekle, zato delam tako veliko.«
Milla Jovovich tekoče govori angleško in rusko ter nekaj francoščine.

## Nagrade in nominacije
Milla Jovovich je bila v svoji karieri nominirana za mnogo nagrad. Leta 1992 je bila nominirana za nagrado Young Artist Award v kategoriji za »najboljšo mlado igralko v filmu« za njeno vlogo v filmu Vrnitev v Plavo laguno.
Leta 1999 je bila nominirana za nagrade Saturn Award v kategoriji za »najboljšo stransko igralko«, Blockbuster Entertainment Award v kategoriji za »najljubšega novinca leta« in MTV Movie Award v kategoriji za »najboljši pretep« (med njo in vesoljci) za njeno upodobitev Leeloo v filmu Peti element.
Leta 2002 je bila nominirana za nagrado Saturn Award v kategoriji za »najboljšo igralko« za vlogo Alice v filmu Nevidno zlo in leta 2008 prejela nagrado Scream Awards v kategoriji za »najboljšo igralko« za njeno upodobitev tega lika v filmu Nevidno zlo 3: Izumrtje.
Za vlogo dr. Abigail Tyler v filmu The Fourth Kind je bila leta 2010 nominirana tudi za nagrado Scream Awards v kategoriji za »najboljšo igralko v grozljivki« in za vlogo Lucette v filmu Stone istega leta prejela nagrado Hollywood Spotlight Award v kategoriji za »najboljšo igralko«.

## Filmografija

### Filmi
| Leto | Naslov                  | Vloga                     | Opombe      |
| ---- | ----------------------- | ------------------------- | ----------- |
| 1988 | Two Moon Junction       | Samantha Delongpre        |             |
| 1991 | Vrnitev v Plavo laguno  | Lilli Hargrave            |             |
| 1992 | Kuffs                   | Maya Carlton              |             |
| 1992 | Chaplin                 | Mildred Harris            |             |
| 1993 | Dazed and Confused      | Michelle Burroughs        |             |
| 1997 | Peti element            | Leeloo                    |             |
| 1998 | He Got Game             | Dakota Burns              |             |
| 1999 | Ivana Orleanska         | Ivana Orleanska           |             |
| 2000 | The Claim               | Lucia                     |             |
| 2001 | Hotel Milijon dolarjev  | Eloise                    |             |
| 2001 | Zoolander               | Katinka Ingabogovinanana  |             |
| 2002 | Nevidno zlo             | Alice                     |             |
| 2002 | Ti bedak                | Nadine                    |             |
| 2003 | Dummy                   | Fangora »Fanny« Gurkel    |             |
| 2003 | Hladnokrvno             | Erin                      |             |
| 2004 | Nevidno zlo: Apokalipsa | Alice                     |             |
| 2005 | Gore Vidal's Caligula   | Drusilla                  | Kratki film |
| 2006 | Ultraviolet             | Violet Song jat Shariff   |             |
| 2007 | .45                     | Kat                       |             |
| 2007 | Nevidno zlo: Izumrtje   | Alice                     |             |
| 2008 | Palermo Shooting        | Ona                       |             |
| 2009 | A Perfect Getaway       | Cydney Anderson           |             |
| 2009 | The Fourth Kind         | Dr. Abigail »Abbey« Tyler |             |
| 2010 | Stone                   | Lucetta                   |             |
| 2010 | Nevidno zlo: Drugi svet | Alice                     |             |
| 2010 | Dirty Girl              | Sue-Ann                   |             |
| 2011 | Vykrutasy               | Nadya                     | Ruski film  |
| 2011 | Bringing Up Bobby       | Olive                     |             |
| 2011 | Trije mušketirji        | Milady de Winter          |             |
| 2011 | Faces in the Crowd      | Anna Marchant             |             |
| 2012 | Nevidno zlo: Maščevanje | Alice                     |             |

### Televizija
| Leto | Naslov                       | Vloga            | Opombe                        |
| ---- | ---------------------------- | ---------------- | ----------------------------- |
| 1988 | The Night Train to Kathmandu | Lily McLeod      | Televizijski film             |
| 1988 | Paradise                     | Katie            | Epizoda: »Childhood's End«    |
| 1989 | Družina za umret             | Yvette           | Epizoda: »Fair Exchange«      |
| 1990 | Parker Lewis Can't Lose      | Robin Fecknowitz | Epizoda: »Pilot«              |
| 2002 | King of the Hill             | Serena           | Epizoda: »Get Your Freak Off« |